# Сайёд
Сайёд (тадж. Сайёд) — сельский населённый пункт в Сангворском районе РРП Таджикистана. Входит в состав сельской общины (джамоата) Вахиё, является его административным центром. Расстояние от села до центра района (село Тавильдара) — 18 км. Население — 794 человек (2017 г.), главным образом таджики. Население в основном занято сельским хозяйством (животноводство и растениводство). Земли орошаются главным образом водами горных источников.